# Idemitsu Kosan
Idemitsu Kosan est une entreprise pétrolière et minière japonaise. Elle exploite également des raffineries pétrolières, ainsi qu'un réseau de distribution de produits pétroliers.

## Histoire
En juillet 2015, Idemitsu Kosan acquiert une participation de 33,2 % dans le raffineur japonais Showa Shell Sekiyu détenue par Shell pour l'équivalent de 1,4 milliard de dollars.  
En 2018, Idemitsu Kosan annonce fusionner ses activités avec Showa Shell Sekiyu, par un échange d'action (échange d’une seule action?) sur les 69 % qu'il ne détient pas, créant un nouvel ensemble ayant une part de marché de 30 % sur le raffinage de l'essence au Japon.